# Lazy Jones
Lazy Jones è un videogioco di genere misto per Commodore 64, ZX Spectrum, MSX e Tatung Einstein. È stato sviluppato inizialmente su Commodore 64 da David Whittaker e pubblicato dalla Terminal Software nel 1984. La versione per Spectrum fu convertita da Simon Cobb.

## Modalità di gioco
Lazy Jones è essenzialmente una raccolta di quindici minigiochi. Il videogioco si svolge all'interno di un hotel a tre piani, collegati da un ascensore. Il personaggio controllato dal giocatore è un dipendente pigro dell'hotel, che anziché lavorare, passa il proprio tempo infilandosi nelle stanze dell'edificio e giocando ai videogiochi.
L'ambiente principale in Lazy Jones è l'interno dell'hotel, con visuale di profilo a piattaforme, dove il personaggio può liberamente passare da un piano all'altro utilizzando l'ascensore, ma stando attento agli ostacoli: il proprietario dell'hotel al piano più alto, il fantasma dell'ex proprietario al piano più basso e il carrello delle pulizie nel piano intermedio. Questi ostacoli si muovono seguendo un percorso prestabilito, e non seguono il personaggio, ma il contatto con loro causa la perdita di una vita. Possono essere superati saltandoli o entrando nelle stanze.
Ogni piano dell'hotel ha sei stanze, tre per ogni lato dell'ascensore, e in ogni stanza il personaggio può entrare una sola volta. In ognuna di esse si trova un differente videogioco, con il quale il personaggio del giocatore si metterà immediatamente a giocare. Ogni minigioco appare in un maxischermo, molto più grande di Jones (che viene mostrato mentre si mette ai comandi), ma più piccolo dello schermo del computer. I minigiochi sono tutti d'azione, spesso versioni semplificate di classici come Frogger, Space Invaders, Defender, Chuckie Egg, Breakout, e hanno sempre una durata temporale limitata. Lo scopo è fare più punti possibile, che vanno poi a sommarsi al punteggio del gioco generale.
Oltre alle stanze con i videogiochi, è possibile entrare in una stanza da letto, in un bar, in uno sgabuzzino e in un bagno. Soltanto la stanza del bar è anche un videogioco, mentre le altre tre sono meri abbellimenti.
Quando tutte le quindici stanze con minigiochi sono state visitate, il gioco ricomincia da capo, aumentando di velocità.

## Musica
La colonna sonora del gioco per Commodore 64 è stata composta dallo stesso David Whittaker. Uno dei pezzi, intitolato Stardust, è stato remixato dal gruppo tedesco Zombie Nation nella canzone Kernkraft 400 senza licenza, portando in seguito a un risarcimento all'autore originale. La colonna sonora contiene a sua volta brani tratti da 99 Luftballons e Fade to Grey.

## Serie
Non esistono seguiti di Lazy Jones, a parte qualche remake amatoriale. L'autore originale David Whittaker pubblicò sulla rivista britannica Commodore Horizons, sotto forma di codice sorgente BASIC da trascrivere, una stanza extra con un nuovo minigioco giocabile a parte.